# Brandon Aiyuk
(en) Statistiques sur pro-football-reference
Brandon Aiyuk, né le 17 mars 1998 à Rocklin en Californie,, est un sportif professionnel américain de football américain évoluant au poste de wide receiver dans la National Football League (NFL) depuis la saison 2020.
D'origine camerounaise, il joue pour la franchise des 49ers de San Francisco qui l'a sélectionné en 25e choix global lors du premier tour de la draft 2020 de la NFL.
Auparavant, au niveau universitaire, il a joué pendant deux saisons (2016-2017) pour les Wolverines (en) de l'université communautaire publique de Sierra College (en) évoluant dans la California Community College Athletic Association (en) et pendant deux saisons (2018-2019) pour les Sun Devils de l'université d'État de l'Arizona évoluant dans la NCAA Division I FBS et sa Pacific-12 Conference.

## Biographie

### Jeunesse
Aiyuk est né à Rocklin en Californie mais a grandi à Reno dans le Nevada,,. Il a étudié au lycée Robert McQueen High School (en). Il y joue au football américain aux postes de wide receiver, defensive back et returner et est sélectionné dans l'équipe type du Nevada du Nord et reçoit une mention honorable de l'État lors de son année senior.

### Carrière universitaire

#### Sierra College

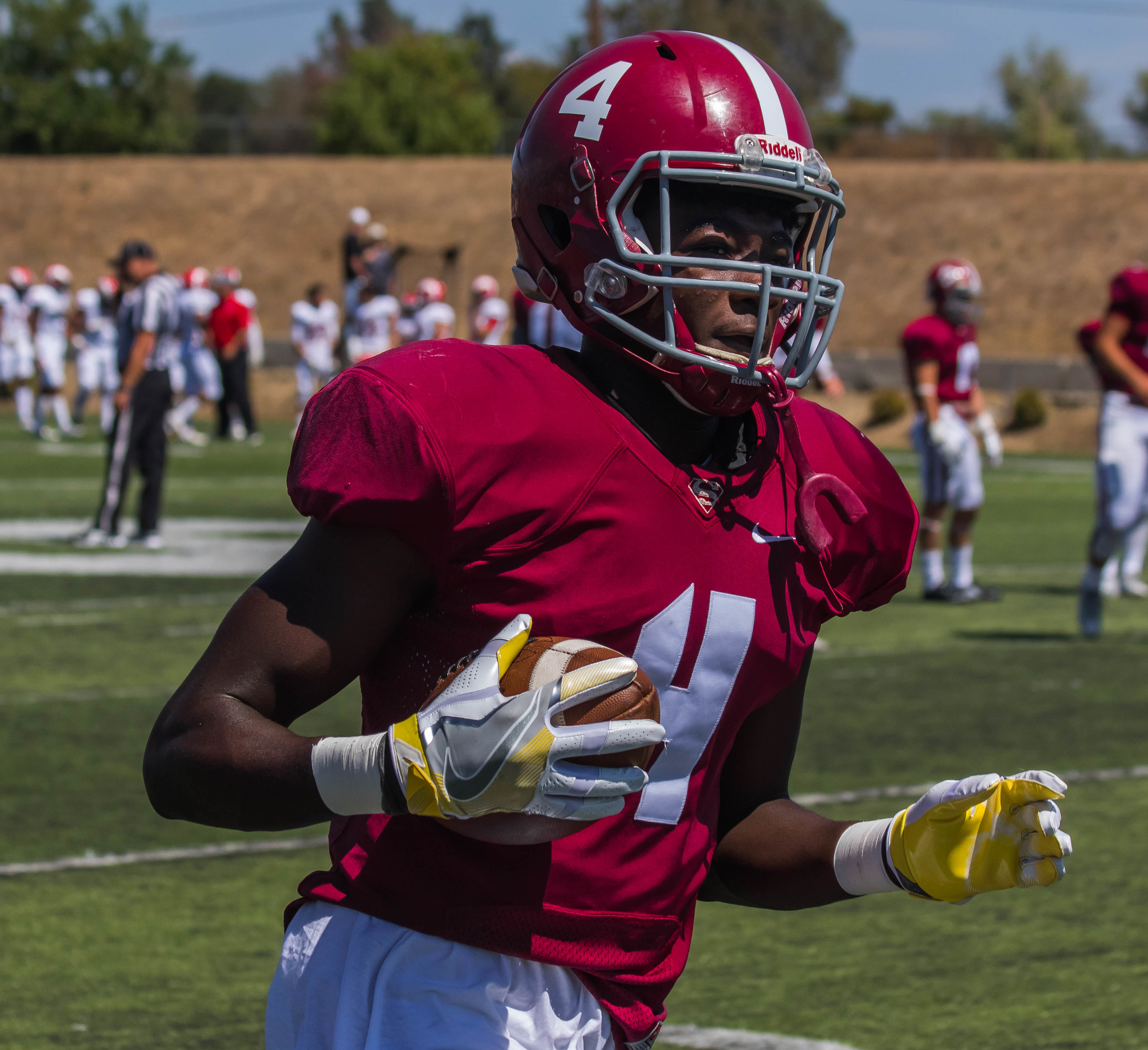
Aiyuk avec les Wolverines de Sierra College en 2016.

Aiyuk commence sa carrière universitaire au Sierra College (en). Lors de son année freshman, il réussit 29 réceptions pour un gain total de 573 yards et cinq touchdowns, ce qui lui vaut une sélection dans l'équipe type de la NorCal Conference.
La saison suivante, il est désigné joueur All-American après avoir totalisé 60 réceptions pour 960 yards et 14 touchdowns, 418 yards et deux touchdowns supplémentaire lors des 11 retours de kickoffs effectués avec en plus 313 yards supplémentaires et un touchdown lors de 14 retours de punts. Il termine sa saison junior avec un total de 2 488 yards et 21 touchdowns et est sélectionné en fin de saison dans l'équipe type de la NorCal Conference et de l'État.

#### Arizona State

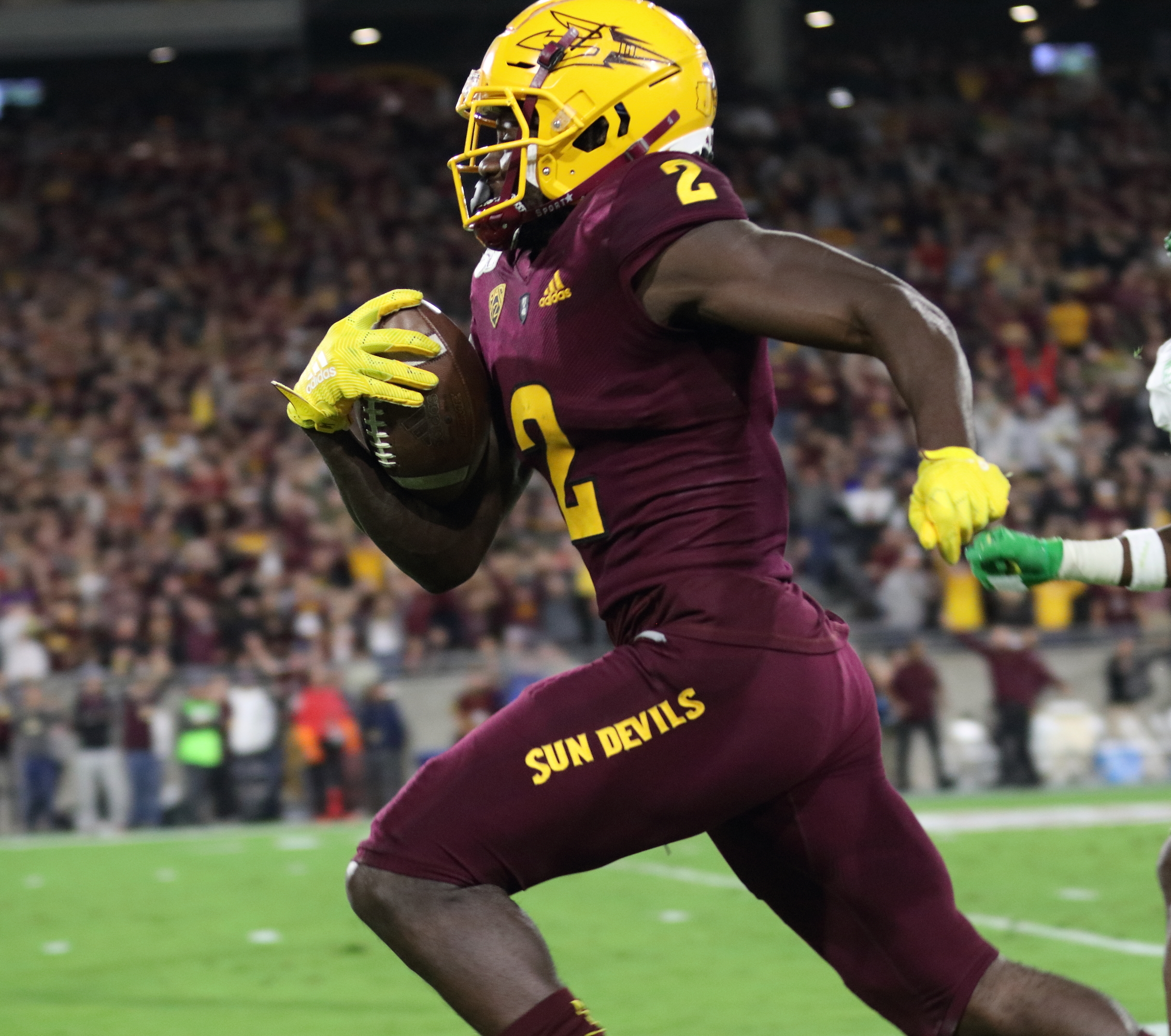
Aiyuk avec les Sun Devils d'Arizona State en 2019.

Pour ses deux dernières années d'éligibilité, Aiyuk obtient son transfert chez les Sun Devils de l'université d'État de l'Arizona évoluant dans la NCAA Division I FBS, après avoir reçu des offres de Colorado State, Kansas, Tennessee, et d'Alabama. Il effectue ce choix parce qu'Arizona State l'a recruté pour jouer au poste de wide receiver, les autres universités ne lui offrant qu'un poste de returner ou de défenseur.
Pour sa première saison avec les Sun Devils, Aiyuk totalise 33 réceptions pour 474 yards et trois touchdowns auxquels s'ajoutent 381 gagnés en retour de punts ou de kickoffs,.
En 2019, Aiyuk est désigné meilleur joueur offensif de la semaine en Pacific-12 Conference après avoir réussi sept réceptions pour un gain total de 196 yards et trois touchdowns lors de la victoire 38 à 34 contre les Cougars de Washington State le 12 octobre 2019.
À l'issue du match contre les Beavers d'Oregon State le 16 novembre, il est désigné meilleur joueur de la semaine des équipes spéciales de la conférence après avoir gagné respectivement 44 yards et 76 yards lors de retour de kickoffs et de punts, 63 yards ayant été gagnés pour inscrire son premier touchdown sur un retour pour les Sun Devils. Il y établit son record universitaire avec 10 réceptions pour 173 yards et un touchdown et son total de 293 yards est le 5e meilleur total de l'histoire de l'université. Il termine sa dernière saison universitaire avec un total de 65 réceptions pour un gain de 1 192 yards et huit touchdowns, 14 retours de punts pour 226 yards et un touchdown, ainsi que 14 retours de kickoffs pour 446 yards supplémentaires. Il est sélectionné dans l'équipe type de la Pacific-12 tant pour ses performances au poste de wide receiver que pour ses qualités de returner.

### Carrière professionnelle

#### NFL Scouting Combine
| Taille                  | Poids           | Bras              | Main             | Sprint   | Sprint   | Sprint   | Shuttle 20 yards | 3 cones drill | Détente          | Détente             | Développé couché | Test Wonderlic |
| Taille                  | Poids           | Bras              | Main             | 40 yards | 10 yards | 20 yards | Shuttle 20 yards | 3 cones drill | verticale        | horizontale         | Développé couché | Test Wonderlic |
| 1,82 m (5 ft 11 5/8 in) | 93 kg (205 lbs) | 85 cm (33 1/2 in) | 25 cm (9 3/4 in) | 4,50 s   | 1,57 s   | 2,63 s   | -                | -             | 102 cm (40,0 in) | 3,25 m (10 ft 8 in) | 11               | 23             |

#### Draft
Aiyuk est sélectionné en 25e choix global lors du premier tour de la draft 2020 par la franchise des 49ers de San Francisco.

#### 49ers de San Francisco

##### 2020
Le 26 juin 2020, Aiyuk signe son contrat rookie de quatre ans pour un montant de 12,5 millions de dollars dont 6,6 de prime à la signature.
Le 22 août, il se blesse à la cuisse lors du camp d'entraînement ce qui l'empêchera de jouer le premier match de la saison régulière. Il fait donc ses débuts professionnel lors du match contre les Jets en 2e semaine (victoire 31 à 13) au cours duquel il effectue deux réceptions pour un gain de 21 yards. La semaine suivante contre les Giants (victoire 36 à 9), Aiyuk gagne un total de 101 yards et inscrit son premier touchdown professionnel à la course. Contre les Eagles en 4e semaine (défaite 20 à 25), il inscrit un touchdown à la suite d'une course de 38 yards . Il enregistre son premier match professionnel à plus de 100 yards lors de la victoire 33 à 6  sur les Patriots en effectuant six réceptions pour un gain total de 115 yards.
Aiyuk est placé sur la liste des réservistes touchés par la Covid-19 le 4 novembre 2020 mais est réactivé deux jours plus tard. Il y est de nouveau inscrit le 20 novembre et est réactivé le 2 décembre. Contre la Washington Football Team en 14e semaine (défaite 15 à 23), Aiyuk effectue 10 réceptions pour un gain de 119 yards.
Au terme de sa saison rookie, il affiche un bilan de 60 réceptions pour un gain de 748 yards et cinq touchdowns avec deux touchdowns supplémentaires inscrit à la course, le tout en 12 matchs disputés dont 11 en tant que titulaire.

##### 2021
Aiyuk commence les 17 matchs de la saison en tant que titulaire et totalise sur la saison 56 réceptions pour un gain de 826 yards et cinq touchdowns.

##### 2022
En 16e semaine contre les Raiders, Aiyuk réussit neuf réceptions pour un gain de 101 yards et un touchdown et inscrit un touchdown supplémentaire de 16 yards à la course. Au terme de la saison, il comptabilise 78 réceptions pour un gain total de 1 015 yards et 8 touchdowns en 17 matchs tous disputés en tant que titulaire. Il a effectué deux matchs en inscrivant deux touchdowns et un match à plus de 100 yards.

##### 2023
Le 28 avril 2023, les 49ers activent l'option de cinquième année du contrat d'Aiyuk. 
En première semaine lors de la victoire 30 à 7 sur les Steelers, il effectue huit réceptions pour un gain de 129 yards et deux touchdowns ce qui lui vaut d'être désigné meilleur joueur offensif de la semaine en NFC. La semaine suivante contre les Rams, il se blesse à l'épaule lors de sa première réception et manque le match suivant contre les Giants. Contre les Cardinals en 4e semaine, il effectue six réceptions pour un gain de 148 yards. Contre les Buccaneers en 11e semaine, il réussit cinq réceptions pour un gain de 156 yards et un touchdown.
Titulaire lors des 16 matchs disputés, Aiyuk affiche sept matchs à plus de 100 yards de gain en réceptions. Son bilan en saison régulière est de 75 réceptions pour 1 342 yards et sept touchdowns. Il inscrit son premier touchdown en série éliminatoire lors de la victoire contre les Lions en finale de conférence NFC.
Il dispute le Super Bowl LVIII où il réussit trois réceptions pour un gain de 49 yards malgré la défaite 22 à 25 en prolongation contre les Chiefs.

#### 2024
Aiyuk signe une extension de contrat le 30 août 2024 pour une durée de quatre ans et pour un montant de 120 millions de dollars avec les 49ers. Lors de la défaite 23 à 24 contre les Cardinals en 5e semaine, il réussit huit réceptions pour 14 yards. Le 20 octobre, il se déchire le ligament croisé antérieur et le ligament collatéral médial. lors du match contre les Chiefs de la 7e semaine ce qui lui fait manquer le reste de la saison,. Son bilan 2024 est de 25 réceptions pour 374 yards en sept rencontres.

## Statistiques

### Universitaires
| Année       | Équipe                       | Statut      | MJ |     | Passes réceptionnées | Passes réceptionnées | Passes réceptionnées | Passes réceptionnées |       | Courses | Courses | Courses | Courses |
| Année       | Équipe                       | Statut      | MJ | Nb. | Yards                | Moy.                 | TD                   | Nb.                  | Yards | Moy.    | TD      |         |         |
| 2016        | Wolverines de Sierra College | Fr.         | 10 | 29  | 0 573                | 19,8                 | 05                   | 01                   | - 1   | - 1,0   | 0       |         |         |
| 2017        | Wolverines de Sierra College | So.         | 10 | 60  | 0 960                | 16,0                 | 14                   | 13                   | 59    | 04,5    | 1       |         |         |
| Totaux NCAA | Totaux NCAA                  | Totaux NCAA | 20 | 89  | 1 533                | 17,2                 | 19                   | 14                   | 58    | 04,1    | 1       |         |         |

| Année       | Équipe                     | Statut      | MJ |     | Passes réceptionnées | Passes réceptionnées | Passes réceptionnées | Passes réceptionnées |       | Courses | Courses | Courses | Courses |
| Année       | Équipe                     | Statut      | MJ | Nb. | Yards                | Moy.                 | TD                   | Nb.                  | Yards | Moy.    | TD      |         |         |
| 2018        | Sun Devils d'Arizona State | Jr.         | 13 | 33  | 0 474                | 14,4                 | 03                   | -                    | -     | -       | -       |         |         |
| 2019        | Sun Devils d'Arizona State | Sr.         | 12 | 65  | 1 192                | 18,3                 | 08                   | 1                    | 6     | 6,0     | 0       |         |         |
| Totaux NCAA | Totaux NCAA                | Totaux NCAA | 25 | 98  | 1 666                | 17,0                 | 11                   | 1                    | 6     | 6,0     | 0       |         |         |

### Professionnelles
| Année      | Équipe                 | MJ |                | Passes réceptionnées | Passes réceptionnées | Passes réceptionnées | Passes réceptionnées |                | Courses        | Courses        | Courses | Courses |  | Fumbles | Fumbles |
| Année      | Équipe                 | MJ | Nb.            | Yards                | Moy.                 | TD                   | Nb.                  | Yards          | Moy.           | TD             | Nb.     | Perdus  |  |         |         |
| 2020       | 49ers de San Francisco | 12 | 060            | 0 748                | 12,2                 | 5                    | 6                    | 77             | 12,8           | 2              | 0       | 0       |  |         |         |
| 2021       | 49ers de San Francisco | 17 | 056            | 0 826                | 14,8                 | 5                    | 5                    | 17             | 03,4           | 0              | 2       | 1       |  |         |         |
| 2022       | 49ers de San Francisco | 17 | 078            | 1 015                | 13,0                 | 8                    | 2                    | 23             | 11,5           | 0              | 1       | 1       |  |         |         |
| 2023       | 49ers de San Francisco | 16 | 075            | 1 342                | 17,9                 | 7                    | 0                    | 0              | -              | 0              | 1       | 1       |  |         |         |
| 2024       | 49ers de San Francisco | 7  | 025            | 374                  | 15                   | 0                    | 0                    | 0              | -              | 0              | 0       | 0       |  |         |         |
| 2025       | 49ers de San Francisco | ?  | Saison à venir | Saison à venir       | Saison à venir       | Saison à venir       | Saison à venir       | Saison à venir | Saison à venir | Saison à venir | ?       | ?       |  |         |         |
| Totaux NFL | Totaux NFL             | 69 | 294            | 4 305                | 14,6                 | 25                   | 13                   | 117            | 09,0           | 2              | 4       | 3       |  |         |         |

| Année      | Équipe                 | MJ |     | Passes réceptionnées | Passes réceptionnées | Passes réceptionnées | Passes réceptionnées |       | Courses | Courses | Courses | Courses |  | Fumbles | Fumbles |
| Année      | Équipe                 | MJ | Nb. | Yards                | Moy.                 | TD                   | Nb.                  | Yards | Moy.    | TD      | Nb.     | Perdus  |  |         |         |
| 2021       | 49ers de San Francisco | 3  | 09  | 135                  | 15,0                 | 0                    | -                    | -     | -       | -       | 0       | 0       |  |         |         |
| 2022       | 49ers de San Francisco | 3  | 06  | 109                  | 18,2                 | 0                    | -                    | -     | -       | -       | 0       | 0       |  |         |         |
| 2023       | 49ers de San Francisco | 3  | 09  | 149                  | 16,6                 | 1                    | -                    | -     | -       | -       | 0       | 0       |  |         |         |
| Totaux NFL | Totaux NFL             | 9  | 24  | 393                  | 16,4                 | 1                    | -                    | -     | -       | -       | 0       | 0       |  |         |         |

## Palmarès

### Universitaire

#### NCAA
- Sélectionné dans la première équipe de la Pacific-12 Conference en 2019.

#### CCCAA
- Sélectionné dans la première équipe de la NorCal Conference en 2016 et 2017.
- Junior College All-American en 2017 ;

### Professionnel
- Sélectionné dans la deuxième équipe All-Pro en 2023.